# Красноярский (остров)
Красноярский — остров в Мелекесском районе Ульяновской области (Куйбышевское водохранилище, Черемшанский залив, в 4 км южнее села Никольское-на-Черемшане). Занесён в соответствующий кадастр как ООПТ Ульяновской области «Остров „Борок“» — зоологический, комплексный памятник природы.

## История
До затоплением Куйбышевским водохранилищем в 1956 году, здесь находилась деревня Красный Яр Николо-Черемшанского района, с 2 ноября 1956 года в составе Мелекесского района.
С 23 декабря 1989 года — ООПТ Ульяновской области.

## Заповедная зона
Общая площадь памятника природы — 19 га.
Почти вся территория покрыта лесом. Здесь находится большая колония серых цапель (403 пары птиц). Гнёзда располагаются на деревьях. Некоторые из них сохнут от помета, их ветви обламываются. Почва крайне богата азотом, поэтому в больших количествах произрастают крапива и чистотел. Также встречаются: чёрный коршун, чеглок, орлан-белохвост, вяхирь, береговая ласточка, славка-завирушка, зяблик, чайки, крачки. Из рептилий: прыткая ящерица. Замечены следы пребывания енотовидной собаки.

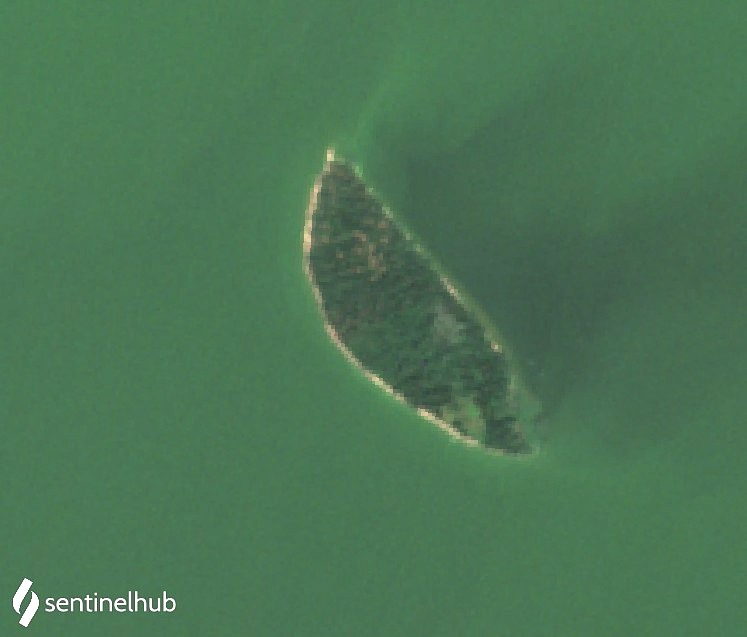
Остров на космоснимке 2021 года

На территории запрещена рубка леса, ограничено посещение мест рыбаками и охотниками, разрешается наблюдение за биоценозом и проведение научных работ. Эколого-просветительская деятельность не ведётся.